# 장원준 (기자)
장원준(張源埈, 1967년 ~ )은 대한민국의 TV조선 보도본부 부장이자 뉴스 진행자인 언론인이다.
박정희 대통령의 처조카사위이자 관료 출신의 국회의원이었던 장덕진의 아들이고, SBS의 전직 선임기자인 한수진의 부군이기도 하다.

## 학력
- 서울대학교 경제학과 학사
- 컬럼비아 대학교 대학원 행정학 석사

## 경력
- 2003년 10월: 조선일보 사회부 기자
- 조선일보 경제부 기자
- 조선일보 산업부 기자
- 조선일보 IT미디어팀 팀장
- 조선일보 편집국 산업부 차장대우
- TV조선 보도운영부 부장
- TV조선 국제부 부장
- 2017년 12월: TV조선 편집2부 부장
- 2018년 4월: TV조선 경제산업부 부장
- 2020년 12월: TV조선 경제부장
- TV조선 경제부 부국장
- TV조선 보도해설위원/부국장대우
- 2024년 5월 : TV조선 보도위원실장

## 진행

### TV
- 장원준의 토요일요 신통방통 (2013년 12월 21일 ~ 2014년 2월 15일)
- 데스크 360˚ (2014년 2월 17일 ~ 2015년 5월 29일)
- 이슈 해결사 박대장 (2015년 6월 1일 ~ 2016년 3월 18일)
- 장원준의 신통방통 (2016년 3월 21일 ~ 2016년 5월 21일)

## 참고 문헌
- 장원준 네이버 인물검색
- 정·관·재계 ‘거미줄’ 같은 박근혜 친인척 혼맥 대해부
- 12월 17일 '데스크 360˚' 오프닝